# Constance Ford
Constance Ford (* 1. Juli 1923 in der Bronx, New York als Cornelia M. Ford; † 26. Februar 1993 in Manhattan, New York City, New York) war eine US-amerikanische Schauspielerin.

## Leben und Karriere
Ford besuchte das Hunter College und absolvierte ein Schauspielstudium am HB Studio von Herbert Berghof, ehe sie im Jahr 1949 ihr professionelles Debüt am Broadway in ihrer Heimat New York gab. Dieses Broadway-Debüt hatte sie in der Uraufführung von Arthur Millers Bühnenklassiker Tod eines Handlungsreisenden in der kleinen Rolle der Miss Forsythe. Bis Mitte der 1960er-Jahre spielte sie in weiteren Stücken am Broadway und war unter anderem 1952 neben James Dean in der kurzlebigen Produktion See the Jaguar zu sehen. Ab 1950 wirkte sie auch regelmäßig an verschiedenen Fernsehproduktionen mit, als der Großteil der Fernsehindustrie noch an der amerikanischen Ostküste angesiedelt war. 
Im Jahr 1956 gab die blonde Darstellerin ihr Kinodebüt in dem Western Die letzte Jagd von Richard Brooks. Sie war anschließend bis Mitte der 1960er-Jahre in Hollywood eine gefragte Kinodarstellerin, die zwar selten zu Hauptrollen, aber oft zu starken Nebenrollen kam. Besonders häufig spielte sie strenge und vernunftorientierte Figuren, gelegentlich mit neurotischen oder schurkenhaften Zügen wie in einer ihrer bekanntesten Filmrollen als lieblose Mutter von Sandra Dees Hauptfigur in Delmer Daves’ Filmdrama Die Sommerinsel aus dem Jahr 1959. Weitere Filmrollen waren eine freundliche Buchladenbesitzerin in Abenteuer in Rom (1962, erneut unter Delmer Daves’ Regie) sowie eine hartgesottene Krankenschwester an der Seite von Joan Crawford in Frauen, die nicht lieben dürfen (1963). 
Ihre spätere Karriere wurde vor allem von der Rolle der Ada Lucas Hobson in der amerikanischen Fernseh-Seifenoper Another World dominiert, die sie zwischen 1967 und 1992 in rund 2400 Folgen verkörperte. Für diese langjährige Darstellung erhielt sie von der National Academy of Television Arts and Sciences einen Ehrenpreis. Abseits der Rolle der Ada war sie ab den späten 1960er-Jahren kaum noch zu sehen.
Constance Ford starb im Februar 1993 im Alter von 69 Jahren an einer Krebserkrankung, nachdem sie einige Monate zuvor aus gesundheitlichen Gründen Another World verlassen hatte.

## Filmografie (Auswahl)

### Kino
- 1956: Die letzte Jagd (The Last Hunt)
- 1957: The Iron Sheriff
- 1957: Steig aus bei 43000 (Bailout at 43,000)
- 1959: Die Sommerinsel (A Summer Place)
- 1960: Das Erbe des Blutes (Home from the Hill)
- 1961: Claudelle und ihre Liebhaber (Claudelle Inglish)
- 1962: Abenteuer in Rom (Rome Adventure)
- 1962: Mein Bruder, ein Lump (All Fall Down)
- 1962: Revolte in Block A (House of Women)
- 1962: Das Kabinett des Dr. Caligari (The Cabinet of Caligari)
- 1962: Shootout at Big Sag
- 1963: Frauen, die nicht lieben dürfen (The Caretakers)
- 1974: König Ballermann (99 and 44/100% Dead)

### Fernsehen
- 1950: The Two Kingdoms (Fernsehfilm)
- 1951–1955: Goodyear Television Playhouse (6 Folgen)
- 1953–1955: Kraft Television Theatre (6 Folgen)
- 1953–1957: Westinghouse Studio One (4 Folgen)
- 1955–1956: Henderson (Search for Tomorrow, 5 Folgen)
- 1955–1957: Modern Romances (11 Folgen)
- 1956: Abenteuer im wilden Westen (Zane Grey Theater, Folge 1x05)
- 1956: Matinee Theater (4 Folgen)
- 1956/1960: Alfred Hitchcock präsentiert (Alfred Hitchcock Presents, 2 Folgen)
- 1956/1962: Rauchende Colts (Gunsmoke, 2 Folgen)
- 1958–1963: Perry Mason (3 Folgen)
- 1959: Vater ist der Beste (Father Knows Best, Folge 5x28)
- 1960: Law of the Plainsman (Folge 1x25)
- 1961: Surfside 6 (Folge 1x14)
- 1961: Josh (Wanted: Dead or Alive, Folge 3x16)
- 1961: Der zweite Mann (The Deputy, Folge 2x21)
- 1961: Die Unbestechlichen (The Untouchables, Folge 2x31 Die Nick Acropolis Story)
- 1961: Gnadenlose Stadt (Naked City, Folge 3x05)
- 1963: Tausend Meilen Staub (Rawhide, Folge 5x15)
- 1963: The Dakotas (Folge 1x02)
- 1963: Dr. Kildare (Folge 2x16)
- 1963: Twilight Zone (The Twilight Zone, Folge 5x08 Onkel Simons Erbe)
- 1963: East Side/West Side (Folge 1x10)
- 1963: Temple Houston (Folge 1x14)
- 1964: The Edge of Night (2 Folgen)
- 1967–1992: Another World (Daily Soap, rund 2400 Folgen)